# Slotsholmen
Slotsholmen (en français : l'îlot du château) est une île du Danemark située dans le centre-ville historique d'Indre By à Copenhague. 
Slotsholmen abrite depuis le Moyen Âge l'administration centrale du Danemark et est souvent appelée l'île du pouvoir. Il abrite toujours les institutions centrales les plus importantes de l'État et le nom Slotsholmen est souvent utilisé comme métonymie pour le pouvoir de l'État danois et son système politique.
Sur Slotsholmen se trouve le palais de Christiansborg, qui abrite des locaux à l'usage de la Monarchie,
du Folketing (le parlement), du Premier ministre et de la Cour suprême. Sur l'île se trouvent également les ministères centraux et un grand nombre d'institutions culturelles et de musées, dont la Bibliothèque royale, les Archives nationales, le musée de la Guerre, le musée du Théâtre, le musée Thorvaldsen et le Musée juif danois.

## Origine du nom
L'île tire son nom des différents châteaux et palais successifs qui ont été situés sur l'île depuis que l'évêque et l'homme d'État danois Absalon en 1167 a construit le premier château (le château d'Absalon) sur le site où se trouve aujourd'hui le palais de Christiansborg.

## Géographie
Slotsholmen est entoruré par les cours d'eau des Inderhavnen (en français : le port interieur), Slotsholmskanalen (en français : le canal de Slotsholmen) et Frederiksholms Kanal (en français : le canal de Frederiksholm). Il est relié à l'île de Seeland par les ponts de Bryghusbroen, Prinsens Bro, Marmorbroen, Stormbroen, Højbro, Holmens Bro, Børsbroen et Christian IV's Bro ainsi qu'à l'île d'Amager (le quartier de Christianshavn) par le pont de Knippelsbro.
Slotsholmen regroupe plusieurs des plus importantes institutions politiques et culturelles du pays notamment via le palais de Christiansborg qui regroupe le Folketing (le parlement danois), la Cour suprême et le ministère d'État, la famille royale occupe encore plusieurs parties de ce qui fut la résidence principale du roi jusqu'en 1794. 
L'île accueille également le musée Thorvaldsen, la Børsen, le principal site de la Bibliothèque royale du Danemark, les archives nationales du Danemark, etc.
Le bureau de gestion de l'île, en collaboration avec l'association de protection féline locale, gère un petit groupe de quatre chats errants dans le jardin entre Christianborg et le musée juif. Une pancarte côté Christianborg explique le but de cette initiative: la protection des documents anciens contre les rats. Les chats sont tatoués, stérilisés et nourris chaque jour dans une petite maison située dans le jardin.